# Cyrus Vance

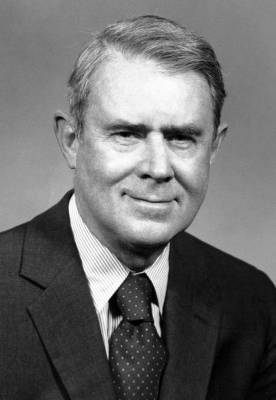
Cyrus Vance

Cyrus Roberts Vance (* 27. März 1917 in Clarksburg, West Virginia; † 12. Januar 2002 in New York City) war ein US-amerikanischer Politiker (Demokratische Partei) und von Januar 1977 bis April 1980 Außenminister der Vereinigten Staaten unter Präsident Jimmy Carter. Er setzte sich für Verhandlungen mit der Sowjetunion und für Abrüstungsmaßnahmen  ein. Im April 1980 trat Vance zurück, nachdem die Operation Eagle Claw zur Befreiung der  in der Islamischen Republik Iran festgehaltenen US-amerikanischen Geiseln gescheitert war.

## Leben
Cyrus Vance war ein Neffe von John W. Davis, der 1924 für die Demokraten bei der Präsidentschaftswahl antrat. Er studierte in Yale, wo er ein Mitglied der geheimen Gesellschaft Scroll and Key war. Nachdem er 1942 einen Abschluss an der juristischen Fakultät erworben hatte, diente er bis 1946 in der US-Marine. Dann arbeitete er in einem Anwaltsbüro in New York, bevor er in die US-Regierung eintrat und von 1962 bis 1964 zunächst das Amt des Heeresstaatssekretärs ausübte. Als stellvertretender Verteidigungsminister (Deputy Secretary of Defense) (1964–1967) unter Präsident Lyndon B. Johnson befürwortete er zunächst den Vietnamkrieg, änderte aber seine Meinung in den späten 1960er Jahren und riet dem Präsidenten, die Truppen aus Vietnam abzuziehen. 
1968 war er Delegierter bei Friedensgesprächen in Paris.

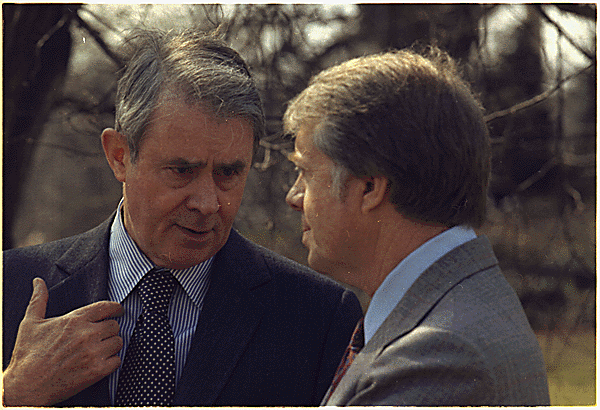
Cyrus Vance und Jimmy Carter, 7. März 1977

Als Außenminister in der Carter-Regierung erreichte Vance Verhandlungen und Wirtschaftsabkommen mit der Sowjetunion. Häufig geriet er in Konflikt mit Zbigniew Brzeziński, dem nationalen Sicherheitsberater, der den ideologischen Gegensatz der Systeme stärker betonte und die Chance einer Destabilisierung des Ostblocks aufgrund ideologischer Schwächen des Sowjetsystems und nationalistischer Tendenzen in den Sowjetrepubliken für geboten hielt. Vance versuchte, durch das SALT-II-Abkommen mit der UdSSR Abrüstungsmaßnahmen in Gang zu setzen. Zudem trug er maßgeblich dazu bei, dass Präsident Carter sich für die Rückgabe der Kanalzone an Panama entschied und das Camp-David-Abkommen zwischen Israel und Ägypten geschlossen werden konnte.
Nach dem Abkommen sank Vances Einfluss, während der von Brzeziński stieg, der mit seiner Strategie der Förderung von Dissidenten und der polnischen Gewerkschaftsbewegung dazu beitrug, dass der Ostblock auseinanderbrach. Im Verlauf der Gespräche mit der Volksrepublik China wurde Vance an den Rand gedrängt und sein Rat für eine Reaktion auf den Machtverlust des iranischen Schahs Mohammad Reza Pahlavi wurde ignoriert. Als nach der islamischen Revolution 52 amerikanische Diplomaten als Geiseln in Iran festgehalten wurden, trat er vehement für Verhandlungen ein, hatte aber keinen Erfolg. Carter ordnete einen geheimen militärischen Rettungsversuch an (Operation Eagle Claw); dieser scheiterte am 24. April 1980. Vier Tage später trat Vance zurück.
Vance kehrte in sein Anwaltsbüro zurück, wurde aber während der 1980er und 1990er Jahre mehrfach in den öffentlichen Dienst zurückgerufen, um an diplomatischen Missionen in Bosnien-Herzegowina, Kroatien und Südafrika teilzunehmen. Im Januar 1993 legte er mit David Owen den Vance-Owen-Plan zur Befriedung des Bosnienkriegs vor.
Vance war von 1971 bis 1976 im Vorstand und Treuhänder der Rockefeller Foundation. Er war auch Mitglied der Trilateralen Kommission. 1973 wurde er zum Mitglied der American Academy of Arts and Sciences und 1993 der American Philosophical Society gewählt.
Er erkrankte an der Alzheimer-Krankheit und starb im Alter von 84 Jahren. Er liegt auf dem Nationalfriedhof Arlington begraben.
Sein Sohn Cyrus Vance Jr. (* 1954) war der District Attorney (Bezirksstaatsanwalt) von Manhattan und war in dieser Funktion u. a. Chefankläger im eingestellten Verfahren wegen sexueller Belästigung gegen Dominique Strauss-Kahn und im Verfahren gegen Harvey Weinstein. Auch die Ermittlungen gegen Ivanka und Donald Trump jr. stellte Vance jr. ein.

## Buchveröffentlichung
- Cyrus Vance: Hard choices: Critical years in America’s foreign policy. Simon and Schuster, New York 1983, ISBN 0-671-44339-9 (Autobiographie).